# Glover Teixeira
Glover Lucas Teixeira, född 28 oktober 1979 i Sobrália, är en brasiliansk MMA-utövare som under 2012-2023 tävlade i kampsportsorganisationen Ultimate Fighting Championship.